# Сад Кансен-ен

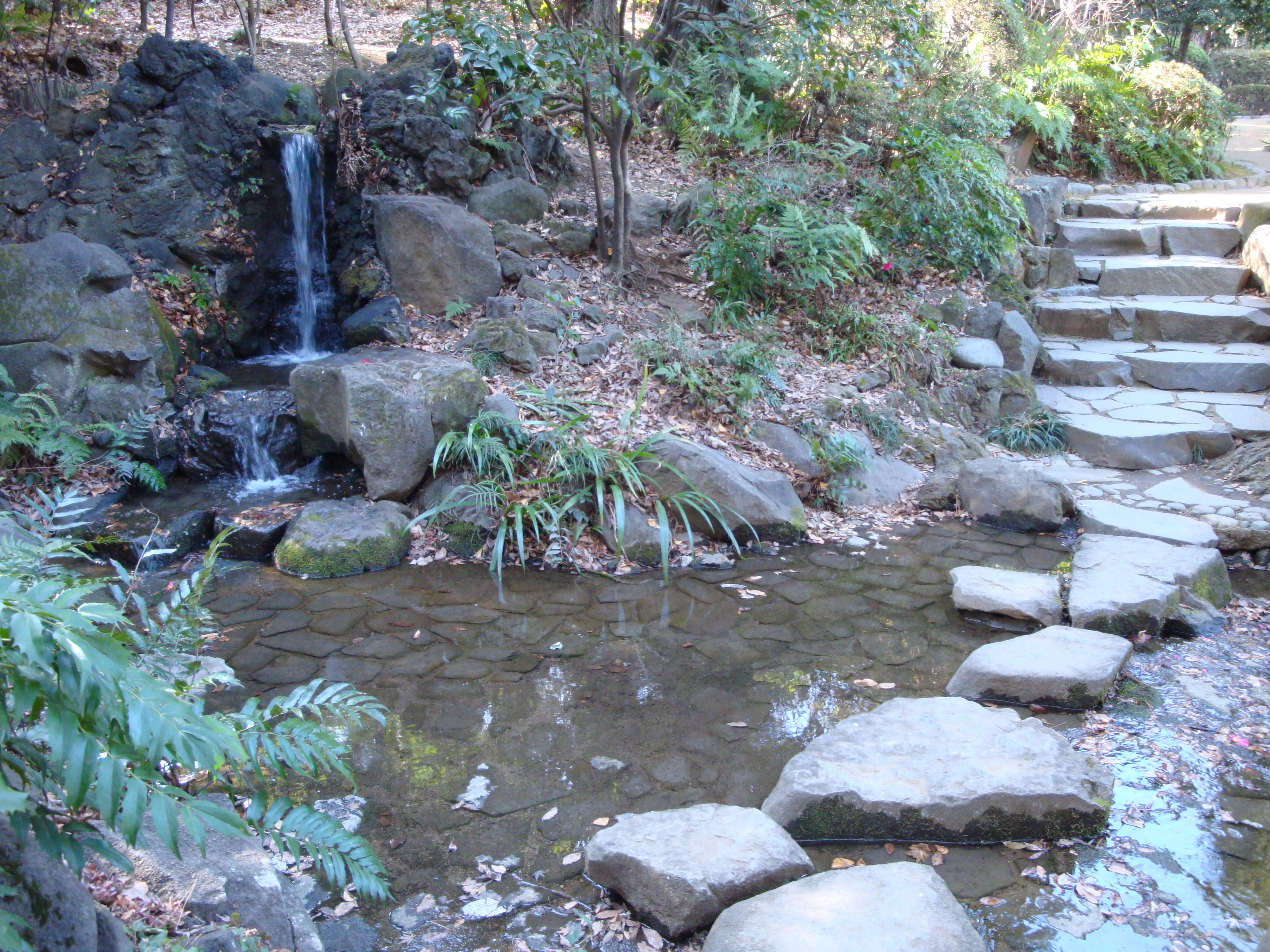
Джерело, що дало назву саду

35°42′42″ пн. ш. 139°42′58″ сх. д. / 35.7117° пн. ш. 139.7161° сх. д.
Сад Кансен-ен (яп. 甘泉 園 公園, Кансен-ен ко:ен) — японський сад в районі Сіндзюку, Токіо. Його площа становить близько 14000 м².

## Опис
Спочатку цей сад був резиденцією однієї з найбільш впливовий сімей періоду Едо — сім'ї Симідзу, що належила до клану Токугава. Після реставрації Мейдзі в 1867 році ці землі перейшли до сімейства віконтів Соума.
Назва Кансен-ен («сад прісного джерела») пояснюється тим, що в саду било джерело, вода якого була прісною і придатною для приготування чаю. 
Побудований в період Едо, Кансен-ен витриманий у стилі того часу: в центрі саду знаходиться ставок, званий ямабуки-но-ідо («водойма японських троянд»), оточений квітучими чагарниками, в південному кінці височіє гора Місіма-яма, з якої відкривається мальовничий вид. Неподалік розташований синтоїстський храм мідзу-Інарі.
Кансен-ен розташований за 10 хвилин пішки від станції метро Васеда, відкритої з 07:00 до 19:00 (до 17:00 з листопада по лютий).